# Tolnai Regénytára

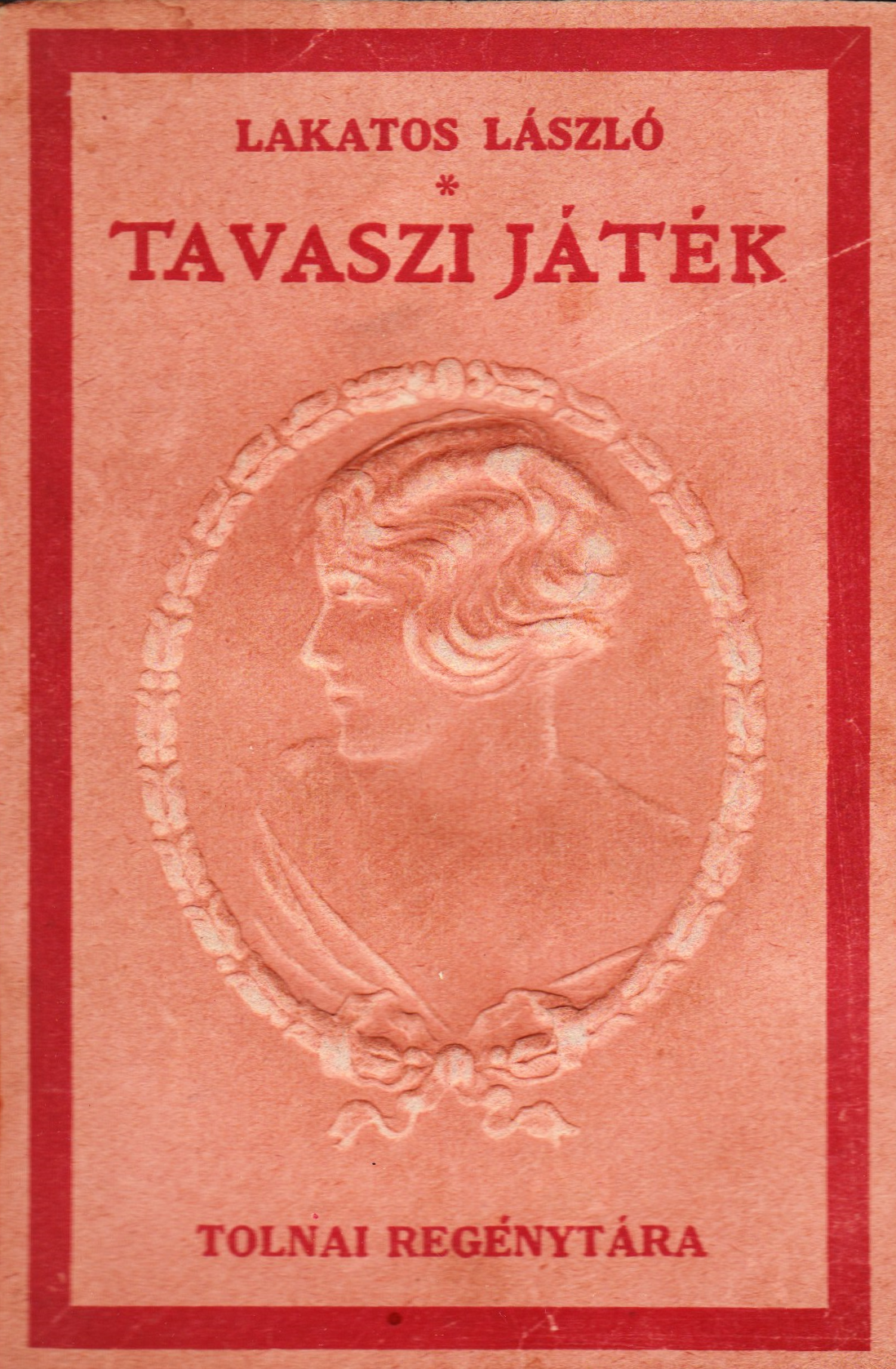
Másfajta borítódísz

A Tolnai Regénytára egy magyar szépirodalmi könyvsorozat volt a 20. század első harmadában. Az 1930-as években a Tolnai Világlapja Rt. gondozásában Budapesten megjelent, zöldszínű borítójú kötetek korabeli írók szépirodalmi műveit bocsátották a nagyközönség részére. Kötetei a következők voltak:
- A. K. Green: Kitűnő terv
- Ács Klára: A másik szemüveg
- Anton Csehov: A lidérc
- Barry Pain: Világcsalók
- Bernard Harvey: Mi történt a halottal
- C. A. Collins: A névtelen drágakő I-II.
- C. A. Tavasztyerna: Az öböl titka
- Charles de Coster: A nászút I-III.
- Claude Farrére: Az éjszaka leple alatt
- Clement Roy: A forradásos ember
- Clement Roy: A szép ismeretlen
- Crittenden Marriott: Az elveszett hajók szigete I-II.
- Edgar Allan Poe: Marie Roget titka
- Erik Hansen: Halálos veszedelem I-II.
- Franz Grillparzer: A zendomiri kolostor
- Frenssen Gusztáv: A szerelem hatalma
- Friedrich Gerstäcker: A fehér ördög
- Friedrich Gerstäcker: A játékbarlang
- Friedrich Gerstäcker: Aranyásók
- Friedrich Gerstäcker: John Wells
- Gabriele D’Annunzio: Beatrix hercegnő
- Garai Ferenc: Dr. Molitórisz rögeszméje
- Gogoly: A szellemkirály
- Gogoly: Egy kabát története
- Guy Boothby: A varázsvessző I-II.
- Heinrich Zschokke: Blondin
- Heinrich Zschokke: Szilveszteréji kaland
- Herman Bang: Élet és halál
- Honoré de Balzac: Az ismeretlen remekmű
- Honoré de Balzac: Chabert ezredes
- Honoré de Balzac: Isten veled!
- Honoré de Balzac: Sarrasine
- J. K. A. Musaeus: Néma szerelem
- J. van Dewall: Madame Pauline
- Julian Hawthorne: Az ezüst vessző
- Korolyenko: Rossz társaság
- Lovászy Károly: Egy szegény festő szerencséje
- Lovászy Károly: Végzetes cirkuszelőadás
- Maxim Gorkij: Hajléktalanok
- Méray-Horváth Károly: Bobulin, a fekete cár
- Molnár Ferenc: Egy pesti leány története
- Moly Tamás: Az idegen úr
- Moly Tamás: Egy hölgy, aki bajban van I-II.
- Nagy Endre: Udvari történet
- Ohnet György: Az élet harcai
- Puskin: Pique-Dame
- R. L. Stevenson: Falesa I-II.
- R. L. Stevenson: Jekyll és Hyde
- Rákosi Viktor: A Csopaky-had
- Richard Harding Davis: A titokzatos ház
- Salgó László: Nevess te is, pajtás
- Sarath Kumar Gosh: A fakír I-II.
- Somlay Károly: A nő csak szeretni tud
- Stendhal: A bájital
- Stendhal: Egy olasz nemes emlékei
- Szekula Jenő: A szerelem égő palástja
- Szini Gyula: A bűbájos I-II.
- T. Gautier: Avatar
- Tábori Kornél: Jókai regénye
- Tábori Kornél: Kalandornők
- Tolstoj Elek: A Mars asszonya I-III.
- Turgenyév Iván: A párbaj
- Turgenyév Iván: Csodálatos történetek
- Turgenyév Iván: Egy fölösleges ember naplója
- Turgenyév Iván: Első szerelem
- Turgenyév Iván: Milics Klára
- Turgenyév Iván: Punin és Baburin
- Turgenyév Iván: Tavaszi hullámok I-II.
- V. I. Nyemirovics Dancsenkó: Az énekesnő és a toreador
- Vladimir Korolyenko: A vak művész I-II.
- Wilhelm Hauff: A Pont des Arts-i koldus I-II.